# Maimuna meronis
Maimuna meronis là một loài nhện trong họ Agelenidae.
Loài này thuộc chi Maimuna. Maimuna meronis được Gershom Levy miêu tả năm 1996.